# Heinz Läuppi
Heinz Läuppi (ur. 7 stycznia 1936 w Trimbach – zm. 27 listopada 2001 w Aarau) – szwajcarski kolarz torowy, srebrny medalista mistrzostw świata.

## Kariera
Największy sukces w karierze Heinz Läuppi osiągnął w 1962 roku, kiedy zdobył srebrny medal w wyścigu ze startu zatrzymanego amatorów podczas mistrzostw świata w Mediolanie. W zawodach tych wyprzedził go jedynie Belg Romain De Loof, a trzecie miejsce wywalczył Francuz Christian Giscos. Był to jedyny medal wywalczony przez Läuppiego na międzynarodowej imprezie tej rangi. Läuppi  zdobył ponadto cztery medale torowych mistrzostw Szwajcarii, w tym złoty w swej koronnej konkurencji w 1965 roku. Nigdy jednak nie wystąpił na igrzyskach olimpijskich.